# James Douglas (gouverneur)
Pour les articles homonymes, voir James Douglas.
James Douglas, né le 15 août 1803 à New Amsterdam et mort le 2 août 1877 à Victoria, est un administrateur colonial britannique et employé de la Compagnie du Nord-Ouest et de la Compagnie de la Baie d'Hudson.

## Biographie

### Origine
Né à New Amsterdam, en Démérara, Douglas était le fils d'un père écossais et une mère créole. Ses parents n'étaient pas mariés, et son père, qui avait une plantation de sucre en Guyane, épousa une femme écossaise lorsque Douglas avait six ans.  

### Fort Vancouver
Après une éducation donnée par son père en Écosse, Douglas déménagea en Australie, où la Compagnie du Nord-Ouest l'embaucha et l'envoya à Fort William, sur le lac Supérieur. Après que la Compagnie du Nord-Ouest fusionna avec la Compagnie de la Baie d'Hudson (HBC), Douglas fut envoyé au district de la Nouvelle-Calédonie (District of New Caledonia en anglais) et ensuite au district de Columbia, sur la côte Pacifique, où il devint facteur au fort Vancouver, poste de traite établit par la HBC au bord du fleuve Columbia, dans l'État américain actuel de Washington. 

### Fort Victoria
Quand il devint certain que les Britanniques de la Compagnie de la Baie d'Hudson ne seraient plus capables de maintenir une présence à l'embouchure du fleuve Columbia face aux pressions américaines croissantes, Douglas fut envoyé établir un nouveau poste de traite pour la compagnie sur l'île de Vancouver en 1843. Ce poste serait le fort Victoria, aujourd'hui Victoria, la capitale de la province canadienne de la Colombie-Britannique.

### Gouverneur
En 1851, Douglas fut nommé gouverneur de la colonie de l'Île de Vancouver établie par la Grande-Bretagne en 1849 pour accélérer la colonisation de la région afin d'empêcher que le territoire tombe aux mains des Américains. Sous Douglas, la population de colons d'origine anglaise ou écossaise était peu nombreuse, la plupart des gens étant soit autochtones ou employés de la HBC. Les colons britanniques lui donnèrent le nom « Old Square Toes » (Le vieux aux orteils carrés) et s'opposaient à ses politiques, qui avaient pour tendance de favoriser les intérêts de la HBC. Pourtant, Douglas était aussi sujet très loyal de la couronne britannique et agissait de façon active pour préserver l'influence impériale britannique sur la côte pacifique. Quand des rumeurs d'une découverte d'or sur les îles de la Reine-Charlotte l'atteignirent, il conseilla à Londres de former une deuxième colonie pour ces îles.  
Ensuite, en 1858 quand une véritable ruée vers l'or se déclencha aux bords du fleuve Fraser, dans la région continentale, Douglas lui-même se déclara gouverneur d'une nouvelle colonie de la Colombie-Britannique (acte pour lequel il n'avait aucune autorité légale) afin de préserver l'ordre et le contrôle de la région face à l'arrivée inattendue de mineurs majoritairement américains. Le gouvernement impérial soutint ses actions, et la colonie de la Colombie-Britannique fut créée par édit officiel la même année. Les mineurs d'or arrivèrent en 1858 et se précipitèrent immédiatement dans des conflits avec les autochtones, ce que Douglas prenait soin d'éviter. Pour imposer l'ordre et maintenir la paix dans la colonie, le gouvernement britannique envoya le premier juge de la colonie,Matthew Baillie Begbie, et Douglas nomma un premier chef de police, Chartres Drew. Quoiqu'il fût gouverneur de la colonie continentale, qui avait sa capitale à New Westminster, Douglas préférait rester autant que possible à Victoria auprès de sa famille.  
Peut-être a cause de l'histoire de sa famille et les liens familiaux qu'il avait avec les autochtones, Douglas était connu pour ses relations habituellement cordiales avec les peuples autochtones. Au début de la ruée vers l'or, Douglas craignait une guerre entre les mineurs et les autochtones et conclut plusieurs traités avec les peuples autochtones qui demeuraient aux alentours de Victoria. Ils étaient les seuls traités conclus dans le territoire de ce qui deviendrait la province de la Colombie-Britannique avant la fin du XXe siècle.
Douglas fit construire le célèbre chemin de wagons du Cariboo pour faciliter l'accès à Barkerville, le centre de la ruée vers l'or pendant les années 1860. De plus, il était responsable pour la construction à Victoria des premiers édifices pour l'assemblée législative de la colonie, appelés les Birdcages (les « Cages aux Oiseaux »). Douglas donna aussi aux citoyens de Victoria leur parc principal, Beacon Hill Park. Il resta pendant toute sa vie loyal à la Couronne britannique et travaillait à tout moment pour préserver la présence britannique sur la côte ouest de l'Amérique du Nord. La reine Victoria le nomma chevalier en 1863.

### Vie familiale

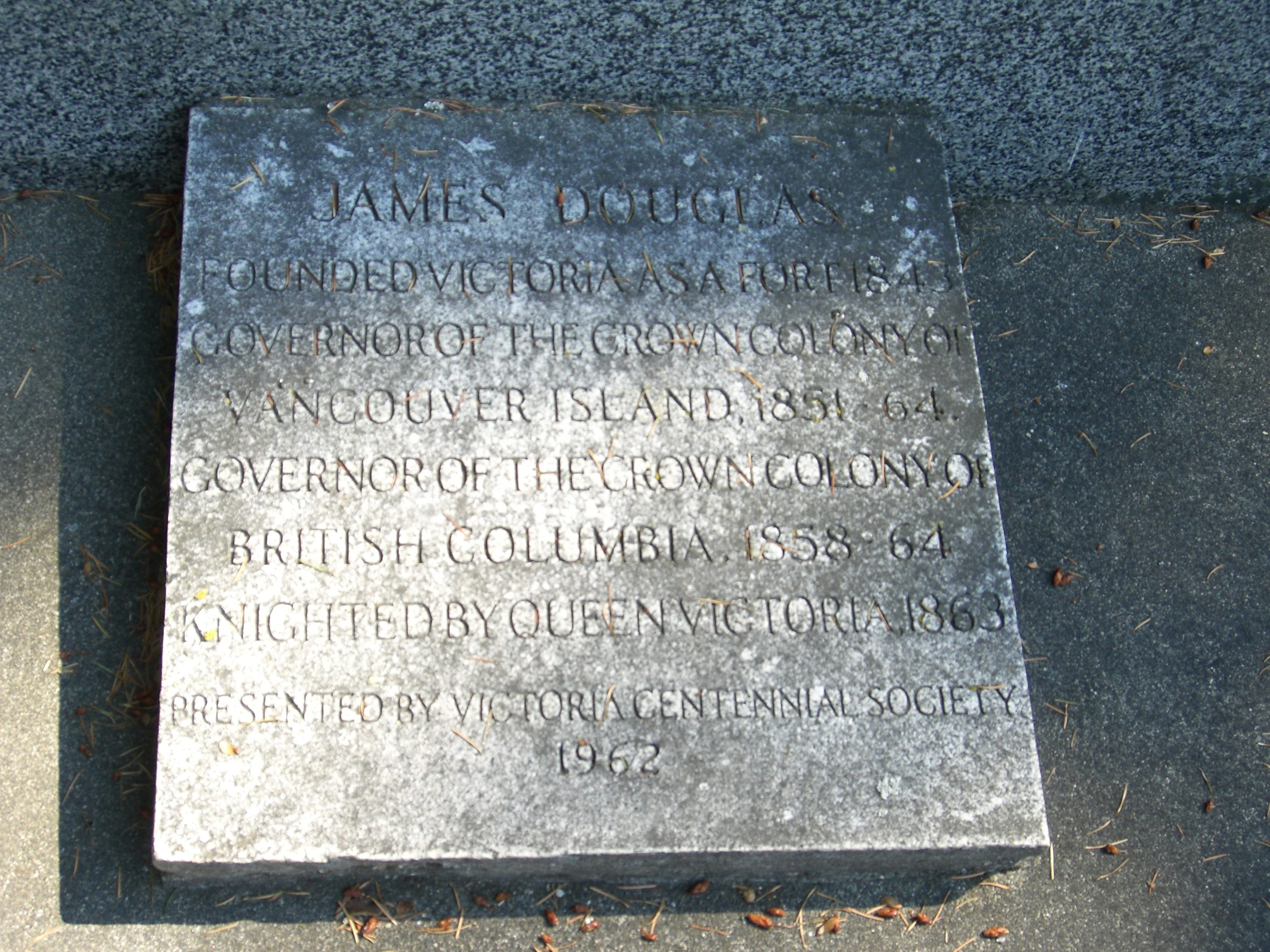
Plaque commémorative de James Douglas à Victoria (Colombie-Britannique)

Douglas se maria en 1828 à Amelia Connelly, fille de William Connelly, facteur en chef du District de la  Nouvelle-Calédonie. La mère d'Amelia était Miyo Nipiy, une autochtone crie, tandis que la famille de William Connelly était d'origine canadienne-française et irlandaise. Il avait même un lien familial avec Marguerite d'Youville. Amelia Douglas était alors Métisse. Les enfants de James et Amelia Douglas (dont six survivaient l'enfance) représentaient donc une descendance écossaise, africaine, crie, canadienne-française et irlandaise.
Une des filles d'Amelia et James Douglas, Cecilia, se maria au premier médecin dans la colonie, John Sebastian Helmcken, qui sera un des négociateurs pour l'entrée de la Colombie-Britannique dans la Confédération canadienne en 1871. Douglas, deuxième gouverneur de l'île de Vancouver et premier gouverneur de la Colombie-Britannique, est enterré dans le cimetière de Ross Bay, à Victoria.
James W. Douglas (1851-1883), fils de Douglas, sera avocat et député provincial de Victoria City.

## Honneurs
1.  La rue principale de Victoria s'appelle Douglas Street. Le début de la rue Douglas est également Mile 0 de l'autoroute Trans-Canada qui traverse le pays jusqu'à Saint-Jean (Terre-Neuve-et-Labrador). Mount Douglas est une colline imposante à Saanich, au nord de Victoria. De plus, à Victoria se trouvent la rue Amelia et James Bay (nom pour un petit havre de Victoria et un quartier résidentiel historique). Un autre quartier de Victoria porte le nom de son ferme, Fairfield. 
2.  Il y a deux écoles primaires, à Victoria et Vancouver, nommées Sir James Douglas.
3.  Douglas College est un collège public à New Westminister et Coquitlam.
4.  Les montagnes Douglas se situent à l'ouest du lac Harrison.
5.  Douglas Road était un chemin important du lac Harrison à Lillooet.
6.  Douglas Peak est un sommet sur l'île de Vancouver (1486 m).
7.   Port Douglas était le nom d'une ancienne communauté sur le lac Harrison.
8.  Douglas Channel est un détroit dans le nord, au sud-ouest de Kitimat.
9.  Douglas Inlet est une baie de la côte ouest de l'îlle Moresby (îles de la Reine-Charlotte).